# Печка ракета
Печка Ракета е ефикасна печка, използваща за гориво дърва с малък диаметър, които изгарят при висока температура. Може да се използва за готвене, подгряване на вода и отопление.
Горивната камера има вертикална камина, осигуряваща пълно изгаряне на горивото преди достигане на работната повърхност на печката. Принципите на печката са описани от доктор Лари Винярски от Aprovecho през 1982 година и на базата им са създадени и модификации за отопление.

## Принципи
Печката Ракета постига ефикасно изгаряне на горивото при висока температура, чрез осигуряване на добър въздушен поток в огъня, контролирано използване на горивото, пълно изгаряне на летливите газове и ефективно използване на отдадената топлинна енергия.

## Устройство
Основните компоненти на печката Ракета са следните.
- Горивен резервоар: Място за дървата преди да попаднат в горивната камера. Може да бъде хоризонтален с ръчно подаване на горивото, или вертикален, в който горивото навлиза от собствената си тежест. Конструкцията му позволява лесен достъп на външен въздух в горивната камера.
- Горивна камера: Краят на горивния резервоар, където дървата изгарят. Поради конвекцията при изгарянето на горивото, в горивната камера постъпва външен въздух. Конструкцията на горивния резервоар позволява този поток да постъпва отдолу под горящите дървета, вкарвайки и дима от тлеещите дървета нагоре в камината.
- Камина: Вертикална камина над горивната камера, в който става пълно изгаряне на горивото и летливите газове. Може да бъде изолирана за повишаване температурата на изгаряне и по-висока ефективност.
- Топлообменник: Готварски плот или друг тип топлообменник според предназначението на печката. Може да бъде воден резервоар или система от въздуховоди за по-ефикасно използване на генерираната енергия. При варианта за готвене се цели максимален контакт на горещите газове с готварския плот.

## История
Принципът на печката Ракета е заимстван от аргандовата лампа, патентована през 1780 година, която е сериозно подобрение на традиционната маслена лампа и въвежда стъклено тяло над горящия пламък за увеличаване на въздушния поток.